# Bănița
Bănița es una comuna ubicada en el distrito de Hunedoara, Rumania.

## Superficie
Cuenta con una superficie de 78,16 kilómetros cuadrados.

## Demografía
Hasta 2021 la población era de 1092 habitantes, con una densidad de población de 13,97 habitantes por kilómetro cuadrado.